# Odontobatrachus arndti
Odontobatrachus arndti es una especie de anfibio anuro de la familia Odontobatrachidae.

## Distribución geográfica
Esta especie se encuentra en el monte Nimba, Liberia, en el monte Gangra, Guinea, en el monte Déré y Costa de Marfil en el monte Sangbé.

## Descripción
Los machos miden de 43,5 a 53,6 mm y las hembras de 45,9 a 64,0 mm.

## Etimología
Esta especie lleva el nombre en honor a Rudolf G. Arndt. 

## Publicación original
- Barej, Schmitz, Penner, Doumbia, Sandberger-Loua, Hirschfeld, Brede, Emmrich, Kouamé, Hillers, Gonwouo, Nopper, Adeba, Bangoura, Gage, Anderson & Rödel, 2015 : Life in the spray zone – overlooked diversity in West African torrent-frogs (Anura, Odontobatrachidae, Odontobatrachus). Zoosystematics and Evolution, vol. 91, n.º 2, p. 115–149[3]